# Bassäng med olympiska mått
En bassäng med olympiska mått (på engelska Olympic size swimming pool) är den typ av simbassäng som används i olympiska spelen och i VM.  Bassängens storlek brukar ibland användas som referens för att beskriva hur stort något är eller hur många liter något innehåller. Det internationella simförbundet (FINA) definierar en bassäng med olympiska mått enligt följande:
| Längd:            | 50 m (toleranser +0,03 m, −0,00 m)                              |
| Bredd:            | 25 m                                                            |
| Antal simbanor:   | 8+2                                                             |
| Djup:             | >1,35 m                                                         |
| Bredd per bana:   | 2,5 m                                                           |
| Vattentemperatur: | 25–28 °C                                                        |
| Belysning:        | >600 lux                                                        |
| Volym:            | 2 500 000 liter (om bassängen har ett konstant djup på 2 meter) |

För olympiska spel och världsmästerskap krävs ett minimidjup på 2,0 m och minimibelysning 1 500 lux.
Det måste finnas två tomma banor utanför bana 1 och 8 (det skall alltså finnas plats för 10 stycken 2,5 meter breda banor i bassängen). Dessutom skall längden 50 meter mätas mellan plattorna för elektronisk tidtagning.

## Lista på bassänger med olympiska mått i Sverige
| Namn                               | Stad       | År        | Anmärkning |
| Eriksdalsbadet                     | Stockholm  | 1998 (?)  | Inomhus    |
| Simhallsbadet (tidigare Aq-va-kul) | Malmö      | 1977      | Inomhus    |
| Fyrishov (tidigare Fyrisbadet)     | Uppsala    | 1990–1991 | Inomhus    |
| Snurrombadet                       | Kalmar     | 2025      | Inomhus    |
| Parkenbadet                        | Eskilstuna | 1981      | Utomhus    |
| Munktellbadet                      | Eskilstuna | 2016      | Inomhus    |